# Првенство СФР Југославије у рагбију 1962.
Првенство СФР Југославије у рагбију 1962. је било 6. издање првенства комунистичке Југославије у рагбију. Играло се по правилима Рагби лиге. 
Титулу је освојила Нада.

## Учесници
|   | Тим                   | Република | Град    |
| - | --------------------- | --------- | ------- |
| 1 | ХАРК Младост          | Хрватска  | Загреб  |
| 2 | Змај Земун            | Србија    | Београд |
| 3 | Рагби клуб Партизан   | Србија    | Београд |
| 4 | Рагби клуб Нада Сплит | Хрватска  | Сплит   |

## Табела
Табела
|   | Тим      | ИГ | Д | Н | И | ПД | ПП | Б |  |
| - | -------- | -- | - | - | - | -- | -- | - |  |
| 1 | Нада     | 3  | 3 | 0 | 0 | 50 | 20 | 6 |  |
| 2 | Младост  | 3  | 2 | 0 | 1 | 59 | 23 | 4 |  |
| 3 | Партизан | 3  | 1 | 0 | 2 | 8  | 53 | 2 |  |
| 4 | Змај     | 3  | 0 | 0 | 3 | 13 | 34 | 0 |  |

| Шампион Југославије у рагбију 1962. |
| ----------------------------------- |
| Рагби клуб Нада Сплит 1. титула     |